# I due rivali (film 1929)
I due rivali (The Cock-Eyed World) è un film del 1929 diretto da Raoul Walsh. Basato su Tropical Twins, lavoro teatrale di Laurence Stallings e Maxwell Anderson, il film fu uno dei primi esempi di "talkies", i film parlati che stavano conquistando il mercato del cinema americano. Come molte altre pellicole sonore prodotte in quel periodo di transizione, venne distribuito anche in versione muta.
È il secondo film che ha come protagonisti i personaggi dei sergenti Quirt e Flagg che erano già comparsi nel 1926 nel film Gloria. Il duo fu protagonista di altre due pellicole: nel 1931, di Sempre rivali e, nel 1933, di Tutto pepe.

## Produzione
Il film fu prodotto dalla Fox Film Corporation.

## Distribuzione
Distribuito dalla Fox Film Corporation, il film fu presentato in prima al Roxy di New York da William Fox il 3 agosto 1929. La versione muta del film fu distribuita nelle sale il 5 ottobre, quella sonora, il 20 ottobre 1929.